# Domingos Mendes
Domingos Mendes (ur. 10 sierpnia 1961) – mozambicki lekkoatleta, płotkarz, uczestnik Letnich Igrzysk Olimpijskich 1984.
Podczas Igrzysk w Los Angeles, wziął udział w rywalizacji biegaczy na 400 metrów przez płotki. Startując z sódmego toru w czwartym biegu eliminacyjnym, uzyskał wynik 54,52, co dało mu 8. miejsce w jego biegu eliminacyjnym (nie awansował do następnej fazy). W łącznej klasyfikacji zajął 42. miejsce na 45 sklasyfikowanych zawodników.

## Rekordy życiowe
| Dystans                         | Wynik (s) | Data |
| ------------------------------- | --------- | ---- |
| bieg na 400 metrów przez płotki | 54,23     | 1984 |